# Kapkoloniens rigsvåben
Kapkoloniens rigsvåben blev fremvist for første gang i maj 1875 ved nedlæggelsen af grundstenen i parlamentshuset i Cape Town. Kapkolonien fik egen regering i 1872, og med den kom en stigende følelse af at kolonien burde have sit eget rigsvåben.
En advokat fra Cape Town med stor interesse i heraldik, Charles Aken Fairbridge (1824–1893) blev bedt om at lave et rigsvåben for kolonien.
Symbolismen i rigsvåbnet er oplagt: Løven er et sydafrikansk dyr og findes også i rigsvåbnene til de to kolonimagter som styrede Kap, Holland og Storbritannien. Ringene blev taget fra våbnet til grundlæggeren af kolonien, Jan van Riebeeck. Fleur-de-lis repræsenterer hugenotternes bidrag til koloniens tidlige historie. Hjelmmærket er Lady of Good Hope som holder et anker, en reference til Kap oprindelse som en sikker havn og som "havets kro". Gnuen og gemsboken er to typiske sydafrikanske dyr. Mottoet "Spes Bona" betyder "Godt Håb".